# Claude Dambury
Claude Dambury (n. 30 iulie 1971, Cayenne, Guyana Franceză, Franța) este un fost fotbalist francez.
În 2008, Dambury a jucat 2 meciuri pentru echipa națională a Guyanei Franceze.

## Statistici
| Guyana Franceză | Guyana Franceză | Guyana Franceză |
| An              | Meciuri         | Goluri          |
| --------------- | --------------- | --------------- |
| 2008            | 2               | 0               |
| Total           | 2               | 0               |